# NGC 519

NGC 519

NGC 519 في الفهرس العام الجديد، هي مجرة، تقع في كوكبة قيطس. اكتشفت في 20 نوفمبر 1886 بواسطة لويس سويفت.

## روابط خارجية
- NGC 519 على موقع ويكي سكاي: DSS2, SDSS, GALEX, IRAS, Hydrogen α, X-Ray, Astrophoto, Sky Map, Articles and images